# Desmond Ridder
Desmond Ridder (* 31. August 1999 in Louisville, Kentucky) ist ein US-amerikanischer American-Football-Spieler auf der Position des Quarterbacks. Er spielte College Football für die Cincinnati Bearcats der University of Cincinnati und wurde im NFL Draft 2022 in der dritten Runde von den Atlanta Falcons ausgewählt.

## Frühe Jahre
Ridder wurde in Louisville im US-Bundesstaat Kentucky geboren, wo er auch aufwuchs. Seine Mutter war gerade einmal 15 Jahre alt, als er geboren wurde. Ridder wuchs bei seiner Mutter und seiner Großmutter auf. In seiner Kindheit spielte er Baseball, ehe er die Sportart wechselte und fortan Football spielte. Er besuchte die St. Xavier High School in Louisville, an der er dann auch in der Footballmannschaft aktiv war. Dort wurde er in seinen letzten beiden Jahren auch Stammspieler auf der Position des Quarterbacks und konnte den Ball für 2270 Yards und 19 Touchdowns werfen sowie mit dem Ball für 1583 Yards und 30 Touchdowns laufen. Er half seinem Team, das Finale der Kentucky Highschool Athletics Association zu erreichen, das sie jedoch nicht gewinnen konnten, und galt insgesamt als einer der besseren Quarterbacks aus dem Bundesstaat. Allerdings erhielt er trotz seiner guten Leistungen zunächst keine Stipendienangebote großer Colleges. Lediglich die University of Cincinnati zeigte Interesse an ihm. Nachdem deren Offensive Coordinator Zac Taylor ihn gescouted hatte, wurde ihm vom Head Coach der Universität, Tommy Tuberville, ein Stipendium angeboten, das Ridder kurze Zeit später auch annahm.
Nach seinem Highschoolabschluss begann er deswegen an der University of Cincinnati Football zu spielen. In seinem ersten Jahr kam er jedoch noch nicht zum Einsatz und wurde geredshirted. In seinem zweiten Jahr wurde er direkt Starter in der Mannschaft, konnte den Ball für 2445 Yards und 20 Touchdowns bei nur 5 Interceptions werfen und wurde daraufhin zum AAC Rookie of the Year gewählt. In den folgenden Jahren konnte Ridder weiterhin überzeugen. 2020 wurde er ins First-Team All-AAC sowie zum AAC Offensive Player of the Year gewählt. Zwar wurde erwartet, dass sich Ridder für den NFL Draft 2021 anmelden würde, allerdings entschied er sich für ein weiteres Jahr am College. In der Saison 2021 konnte er besonders überzeugen, als die Bearcats ihre ersten acht Saisonspiele allesamt gewannen und als eines der Überraschungsteams der Saison galten. Auch mit seinem Team war er äußerst erfolgreich, so konnten sie 2020 die AAC sowie 2018 den Military Bowl und 2019 den Birmingham Bowl gewinnen.

## NFL
Ridder wurde im NFL-Draft 2022 in der dritten Runde an 74. Stelle von den Atlanta Falcons ausgewählt. Dort war er zunächst nur Backup hinter Marcus Mariota und kam zu keinem Einsatz. Am 8. Dezember 2022 verkündeten die Falcons, dass Ridder für den Rest der Saison als Starting Quarterback auflaufen werde. In seinem ersten NFL-Spiel gegen die New Orleans Saints verzeichnete er 97 Yards in 13 Pässen bei 26 Passversuchen. In den folgenden zwei Spielen gelangen ihm bessere Statistiken, jedoch kein Touchdown, aber er warf auch keine Interception. Am 18. Spieltag warf er im Spiel gegen die Tampa Bay Buccaneers seinen ersten Touchdown-Pass zum Tight End MyCole Pruitt. Beim 30:17-Sieg gelang ihm außerdem noch ein zweiter Touchdown nach einem Pass auf seinen Wide Receiver Olamide Zaccheaus. So beendete er seine Rookie-Saison mit vier Einsätzen, in denen er den Ball für 708 Yards und zwei Touchdowns werfen konnte.
Zur Saison 2023 wurde Ridder fester Starting Quarterback der Falcons. Beim 21:19-Sieg gegen die Houston Texans am 5. Spieltag konnte er den Ball für insgesamt 329 Yards werfen, was bis dato sein Karrierebestwert ist. Bei der 16:24-Niederlage gegen die Washington Commanders in der folgenden Woche gelangen ihm zwei Touchdownpässe, allerdings warf er auch erstmals in seiner Karriere drei Interceptions. In der Folge kam vermehrt Kritik an Ridder als Starting Quarterback auf. Beim 16:13-Sieg gegen die Tampa Bay Buccaneers am 7. Spieltag fumbelte er den Ball insgesamt dreimal, die allesamt von den Buccaneers recovert wurden. Nachdem Ridder bei der 23:28-Niederlage gegen die Tennessee Titans am folgenden Spieltag erneut einen Ball fumbelte, wurde er zur Halbzeitpause durch Taylor Heinicke ersetzt, der die folgenden beiden Spiele auch Starter wurde. Am 12. Spieltag wurde er von Head Coach Arthur Smith erneut zum Starter ernannt und kam in den folgenden vier Partien als Starter zum Einsatz, ehe er erneut durch Heinicke ersetzt wurde. Insgesamt kam Ridder 2023 in 15 Spielen zum Einsatz und konnte dabei den Ball für 2836 Yards und 12 Touchdowns werfen, wobei er die Falcons in beiden Kategorien anführte.
Infolge der Verpflichtung von Kirk Cousins als neuem Starter wurde Ridder bei den Falcons für die Saison 2024 entbehrlich. Am 14. März 2024 einigten sie sich mit den Arizona Cardinals auf einen Trade von Ridder im Austausch gegen Wide Receiver Rondale Moore. Am 27. August 2024 wurde er noch vor der Saison entlassen, jedoch direkt in den Practice Squad aufgenommen.
Infolge einer Verletzung von Aidan O’Connell nahmen die Las Vegas Raiders Ridder am 22. Oktober 2024 für ihren aktiven Kader unter Vertrag.

## Karrierestatistiken
| Saison                             | Team             | Spiele | Spiele  | Geworfen | Geworfen | Geworfen | Geworfen | Geworfen | Geworfen | Geworfen | Geworfen | Geworfen | Gelaufen | Gelaufen | Gelaufen | Gelaufen | Gelaufen | Sacks  | Sacks | Fumbles | Fumbles  |
| Saison                             | Team             | Gesamt | Starter | Pässe    | Versuche | %        | Yards    | Avg      | Lang     | TD       | Int      | Rating   | Versuche | Yards    | Avg      | Lang     | TD       | Anzahl | Yards | Gesamt  | Verloren |
| ---------------------------------- | ---------------- | ------ | ------- | -------- | -------- | -------- | -------- | -------- | -------- | -------- | -------- | -------- | -------- | -------- | -------- | -------- | -------- | ------ | ----- | ------- | -------- |
| 2022                               | Falcons          | 4      | 4       | 73       | 115      | 63,5     | 702      | 6,2      | 40       | 2        | 0        | 86,4     | 16       | 64       | 4,0      | 18       | 0        | 9      | 33    | 3       | 2        |
| 2023                               | Falcons          | 15     | 13      | 249      | 388      | 64,2     | 2836     | 7,3      | 71       | 12       | 12       | 83,4     | 53       | 193      | 3,6      | 23       | 5        | 31     | 197   | 12      | 7        |
| 2024                               | Raiders          | 6      | 1       | 52       | 85       | 61,2     | 458      | 5,4      | 28       | 2        | 2        | 73,6     | 9        | 36       | 4,0      | 11       | 0        | 10     | 64    | 3       | 2        |
| Gesamte Karriere                   | Gesamte Karriere | 25     | 18      | 374      | 588      | 63,6     | 4002     | 6,8      | 71       | 16       | 14       | 82,6     | 78       | 293      | 3,8      | 23       | 5        | 50     | 294   | 18      | 11       |
| Quelle: pro-football-reference.com |                  |        |         |          |          |          |          |          |          |          |          |          |          |          |          |          |          |        |       |         |          |